# نيندارا
نيندارا كان إله سومري يعبد في ولاية لجش. كان زوج نانشي. تمت كتابة اسمه في الأصل «نيندار»، ولكن منذ عهد كوديا، أصبح «نيندارا» الاسم الافتراضي بدلاً من ذلك.

## العبادة
كان كيّسا مركز عبادة نيندارا الرئيسي، وكان معبده في تلك المدينة هو الالتم (في السومرية: «منزل ينتج شراب التمر»). كان يُنظر إليه أيضًا على أنه الإله الوصي على مدينة عبادة زوجته نيون، والتي تم تحديدها مع تل زغول الحديث. تشمل الأماكن الأخرى التي كان يعبد فيها مدينتي جيرسو ولجش.

## المهام
كان يُطلق عليه أحيانًا «سيد البحر المقدس»، ربما بسبب عبادته في مدينة الميناء، بينما في أغنية نانشي بالبال يوصف بأنه «جابي البحر». ومع ذلك، فإن لقبه الأكثر شيوعاً كان لوغال أورو «السيد القوي»، والذي تم إثباته في وقت مبكر من عهد ملك السلالات المبكرة إيناناتُم الأول، وقام كوديا في نقش ملكي بمنح نيندارا القوة. وكان نيندارا مثل نانشي مرتبطًا بالطيور، وتحديداً طائر الدار (دارموسين)، وربما الدراج (فرانكولين). 

## خارج بلاد ما بين النهرين
يقترح فوتر هنكلمان (Wouter Henkelman) أن الكتابة المنطقية (نين-دار-ا (NIN.DAR.A)) يمكن قراءتها سيموت في بعض النقوش العيلامية (عِيلام)، حيث يظهر هذا الإله جنبًا إلى جنب مع إلهة قوس قزح مانزات. ومع ذلك، حدد دانيال ت. بوتس (Daniel T. Potts) النقش العيلامي (نين-دار-ا) بإعتبارها إلهة عادة ما يتم التعرف على سيموت مع نيرغال في بلاد ما بين النهرين.

## فهرس
- Dijk-Coombes، Renate Marian van (2016). "A neo-sumerian clay nail of Gudea in the collection of the Department of Ancient Studies of Stellenbosch University". Antiguo Oriente. ج. 14: 53–64. ISSN:1667-9202. مؤرشف من الأصل في 2022-03-04. اطلع عليه بتاريخ 2022-03-04.
- Edzard، Dietz-Otto (1998)، Reallexikon der Assyriologie {{استشهاد}}: الوسيط |title= غير موجود أو فارغ (مساعدة) والوسيط |تاريخ الوصول بحاجة لـ |مسار= (مساعدة)
- Haas, Volkert (2015). Geschichte der hethitischen Religion. Handbook of Oriental Studies. Section 1: The Near and Middle East (بالألمانية). Brill. ISBN:978-90-04-29394-6. Archived from the original on 2022-10-23. Retrieved 2022-03-03.
- Henkelman، Wouter F. M. (2008). The other gods who are: studies in Elamite-Iranian acculturation based on the Persepolis fortification texts. Leiden: Nederlands Instituut voor het Nabije Oosten. ISBN:978-90-6258-414-7.
- Henkelman، Wouter F. M. (2011)، Reallexikon der Assyriologie {{استشهاد}}: الوسيط |title= غير موجود أو فارغ (مساعدة) والوسيط |تاريخ الوصول بحاجة لـ |مسار= (مساعدة)
- Potts، Daniel T. (2010). "Elamite Temple Building". From the foundations to the crenellations : essays on temple building in the Ancient Near East and Hebrew Bible. Münster: Ugarit-Verlag. ISBN:978-3-86835-031-9. OCLC:618338811.